# شور (شرکت)

لوگوی کلاسیک «دایره اس» شرکت شور از دهه ۱۹۳۰، که به صورت گرافیکی یک مدار الکترونیکی را نشان می‌دهد.

شور (انگلیسی: Shure) یک ابرشرکت تولید محصولات صوتی در ایالات متحده آمریکا است.
این شرکت در سال ۱۹۲۵ میلادی توسط «سیدنی ان. شور» در شیکاگو پایه‌گذاری شد و در آغاز کارش تهیهٔ قطعات اولیه لازم برای ساخت رادیو بود.
بعدها این شرکت مبدل به یکی از تولیدکنندگان حرفه‌ای میکروفون، میکروفن بی‌سیم، کارتریج‌های فونوگراف، دستگاه‌های صداآمیزی و پردازشگرهای سیگنال دیجیتال شد. این شرکت همچنین به تولید هدفونهای حرفه‌ای می‌پردازد.